# 中国职业女子围棋青少年争霸赛
中国职业女子围棋青少年争霸赛由中国围棋协会、张家港市人民政府主办，张家港市文体广电和旅游局、张家港高新区（塘桥镇）承办。

## 第1届
凡是在中国围棋协会定段的女子二十周岁以下（2005年1月1日以后出生）的职业棋手均可报名参赛。用时方式为每方1小时后三次30秒读秒，超时判负。在江苏省张家港市华芳新城酒店举行。

吴依铭、叶子萌、严惜蓦、邓佑嘉、徐海哲、魏欣桐、冯韵嘉、李小溪（小）、刘砚畅、陈心飏、马加特、桂诗云分获一至十二名。